# Signore del bosco
Signore del bosco è un singolo del musicista italiano Dardust e del rapper italiano Massimo Pericolo, pubblicato il 15 aprile 2022.

## Video musicale
Il video, diretto da Byron Rosero, è stato reso disponibile il 22 maggio 2022 attraverso il canale YouTube di Dardust.

## Tracce
Testi e musiche di Alessandro Vanetti e Dario Faini.
1. Signore del bosco – 3:40